# Corimbo

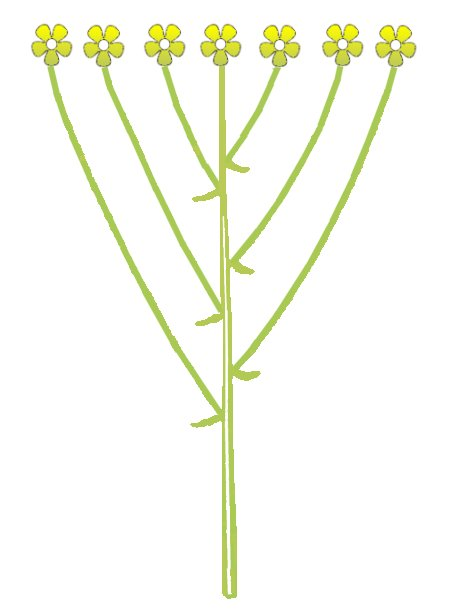
Esquema floral de um corimbo.

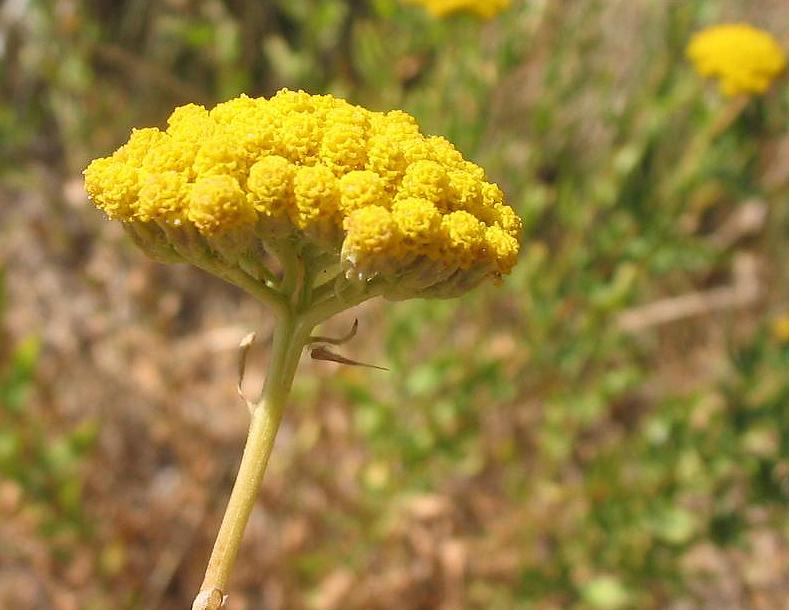
Corimbo de capítulos deAchillea ageratum.

Corimbo é um tipo de inflorescência aberta, racemosa, na qual o eixo é curto e os pedicelos das flores são longos, inserindo-se a diferentes alturas do eixo. O comprimento de cada pedicelo floral é tal que todas as flores do corimbo abrem a um mesmo nível.

## Descrição
Múltiplas espécies da família Rosaceae apresentam inflorescências em corimbo, entre as quais as pereiras (Pyrus) e as árvores e arbustos do género Prunus.
Algumas espécies apresentam inflorescências heterogéneas baseadas num corimbo, como os corimbos de capítulos do género Achillea.